# Степановка (Красноярский край)
Степановка — посёлок в Ирбейском районе Красноярского края. Административный центр и единственный населённый пункт Степановского сельсовета.

## География
Посёлок находится в юго-восточной части края, в лесостепной зоне, на правом берегу реки Кунгус, при автодороге 04Н-430, на расстоянии приблизительно 52 километров (по прямой) к юго-востоку от Ирбейского, административного центра района. Абсолютная высота — 326 метров над уровнем моря.
Климат
Климат характеризуется как резко континентальный, с продолжительной морозной зимой и коротким тёплым летом. Средняя температура воздуха самого тёплого месяца (июля) составляет 18,3 °C (абсолютный максимум — 38 °C); самого холодного (января) — −21,1 °C (абсолютный минимум — −60 °C). Продолжительность безморозного периода составляет в среднем 90 дней. Среднегодовое количество атмосферных осадков составляет 484 мм, из которых 367 мм выпадает в период с апреля по октябрь. Снежный покров держится в течение 170 дней.

## История
По данным 1926 года в деревне Степановка имелось 21 хозяйство и проживало 97 человек (45 мужчин и 52 женщины). В национальном составе населения того периода преобладали белоруссы. В административном отношении входила в состав Стариковского сельсовета Ирбейского района Канского округа Сибирского края.

## Население
| 2010 | 2012 | 2013 | 2014 | 2015 | 2016 | 2017 |
| ---- | ---- | ---- | ---- | ---- | ---- | ---- |
| 744  | ↘699 | ↘680 | ↘663 | ↘653 | ↘647 | ↘631 |

Половой состав
По данным Всероссийской переписи населения 2010 года в гендерной структуре населения мужчины составляли 49,2 %, женщины — соответственно 50,8 %.
Национальный состав
Согласно результатам переписи 2002 года, в национальной структуре населения русские составляли 92 % из 947 чел.